# La mugrosita
La mugrosita es una película de drama mexicana de 1982 dirigida por Rubén Galindo y protagonizada por Pedro Fernández, María Rebeca, Manuel Medel, Pedro Infante Jr., Mario Almada, Paquito Cuevas y Rubén Márquez. Se estrenó el 5 de agosto de 1982.

## Sinopsis
Andrés (Pedro Fernández), un niño huérfano que vive con un viejo chofer también sin familia, se hace amigo de una niñita llamada María (María Rebeca) a la que le canta. Al chofer van a quitarle su camión porque no puede pagarlo, y el niño se va a vivir con un hombre rico que dice ser su abuelo a cambio de que pague el camión de su amigo.

## Reparto
- Pedro Fernández como Andrés
- María Rebeca como María
- Manuel Medel como Sócrates
- Pedro Infante Jr. como Raúl
- Mario Almada como Quintana
- Paquito Cuevas como Quique
- Rubén Márquez como Don Felipe
- Israel Ramos Cortés como Amigo de Raúl